# Маклин, Кайл
Кайл Маклин (англ. Kyle MacLean; род. 29 апреля 1999, Ливингстон, Нью-Джерси) — американский хоккеист, нападающий клуба национальной хоккейной лиги «Нью-Йорк Айлендерс» (с 2023 года).

## Биография
Ммклин родился 29 апреля 1999 года в Ливингстоне, штат Нью-Джерси. Кайл сын бывшего игрока НХЛ Джона Маклина, который работал помощником главного тренера «Нью-Йорк Айлендерс».
В 2015 году Маклин был выбран командой «Ошава Дженералс» из Хоккейной лиги Онтарио (OHL) под общим 78-м номером в приоритетном отборе 2015 года. Нападающий отыграл за «Дженералс» пять сезонов и был капитаном в течение двух последних. Затем Кайл присоединился к «Бриджпорт Айлендерс» из Американской хоккейной лиги (АХЛ). 3 августа 2021 года он подписал продление контракта на один год с «Бриджпортом».
19 мая 2023 года Маклин подписал однолетний двусторонний контракт с клубом Национальной хоккейной лиги (НХЛ) «Нью-Йорк Айлендерс». В сентябре 2023 года он присоединился к основному составу клуба на тренировочном сборе сезона 2023/24 годов, но сразу не попал в команду, был отдан в аренду в «Бриджпорт». 17 января 2024 года отозван в «Нью-Йорк Айлендерс», дебютировал в НХЛ в матче с «Чикаго Блэкхокс». Свой первый гол в НХЛ Маклин забил 5 февраля 2024 года в ворота «Торонто Мейпл Лифс». После завершения сезона 2023/24 годов, в 32 матчах за «Нью-Йорк Айлендерс» Маклин забил четыре шайбы и отдал пять результативных передач, заработав девять очков. В июне 2024 года контракт был переподписан на трёхлетний период.